# Хана Такахаши
Хана Такахаши (јап. 高橋 はな; 19. фебруар 2000) јапанска је фудбалерка.

## Репрезентација
За репрезентацију Јапана дебитовала је 2019. године.

## Статистика
| Јапан  | Јапан | Јапан |
| Год.   | Ута.  | Гол.  |
| ------ | ----- | ----- |
| 2019   | 1     | 0     |
| Укупно | 1     | 0     |